# Альціон каштановий
Альціон каштановий (Halcyon badia) — вид сиворакшеподібних птахів родини рибалочкових (Alcedinidae).

## Поширення
Вид поширений в Західній і Центральній Африці. Трапляється на захід від Дагомейського розриву від Сьєрра-Леоне до Гани, потім від південної Нігерії на схід до південної частини Центрально-Африканської Республіки та західної Уганди, на південь до річки Кванго в північній Анголі. Він також зустрічається на острові Біоко. Мешкає у вологих тропічних лісах.